# Houston National Cemetery
Houston National Cemetery är en nationell begravningsplats tillhörande United States National Cemetery System i Harris County i Texas i norra Houston. Begravningsplatsen upptogs i National Register of Historic Places år 2017.
Vid tidpunkten av grundandet 1965 låg begravningsplatsen norr om Houston utanför stadens gränser i Harris County. Senare införlivades området i staden Houston och begravningsplatser ligger i norra Houston.

## Kända personers gravar
Kongressledamot Albert Thomas som lobbade för begravningsplatsen ligger begravd här. Förutom för hans grav finns det en minnesplakett som hedrar hans insatser för begravningsplatsens grundande.